# Юхвитов, Пётр Сергеевич
Пётр Серге́евич Юхви́тов (1 октября 1918 года — 12 августа 1944 года) — советский офицер, Герой Советского Союза (1945), участник Великой Отечественной войны в должности командира роты 873-го стрелкового полка 276-й стрелковой дивизии 1-й гвардейской армии 4-го Украинского фронта, старший лейтенант.

## Биография
Родился 1 октября 1918 года в селе Хорновар-Шигали Буинского уезда (ныне Дрожжановский район Республики Татарстан) в крестьянской семье. Чуваш. Окончил Хорновар-Шигалинскую неполную среднюю школу в 1934 году, Батыревское педагогическое училище в 1937 году. С 1937 года работал учителем в Алёшкин-Саплыкской и Новоильмовской начальных школах Дрожжановского района.
В ноябре 1939 года Дрожжановским районным военкоматом Татарской АССР был призван в Красную Армию. В 1941 году окончил Тюменское военно-пехотное училище.
С ноября 1943 года воевал на 1-м Украинском фронте. Был тяжело ранен.
Командир стрелковой роты 873-го стрелкового полка 276-й стрелковой дивизии 1-й гвардейской армии 4-го Украинского фронта старший лейтенант Пётр Юхвитов совершил выдающийся подвиг во время Львовско-Сандомирской наступательной операции. В районе села Коростеньки (Галичского района Станиславской области Украинской ССР) командовал группой бойцов, которая захватила господствующую высоту 521 и двое суток удерживала её, отражая контратаки противника.
В бою за эту высоту П. Юхвитов погиб. Похоронен в братской могиле в городе Бурштын Ивано-Франковской области на Украине.
За мужество и героизм, проявленные на фронте борьбы с немецко-фашистскими захватчиками, Указом Президиума Верховного Совета СССР от 24 марта 1945 года старшему лейтенанту Юхвитову Петру Сергеевичу присвоено звание Героя Советского Союза посмертно.

## Награды
- Герой Советского Союза (24.03.1945, посмертно)
- Орден Ленина (24.03.1945, посмертно)
- Орден Александра Невского (11.08.1944)[7]
- Орден Красной Звезды (12.01.1944)[8]

## Память
- На родине имя Героя носят улица[9] и средняя школа, установлен бюст.
- Имя Героя носит Киношевская средняя школа Галичского района Ивано-Франковской области Украины.